# SV Saestum
SV Saestum is een Nederlandse amateurvoetbalclub uit Zeist, die in 1926 uit een fusie is ontstaan. De club is sinds jaar en dag bekend om zijn vrouwenafdeling, die vóór de oprichting van de Eredivisie het vrouwenvoetbal domineerde.

## Geschiedenis
In 1925 werd de rooms-katholieke amateurclub V.O.D.E.P (Vriendschap op de Eerste Plaats) opgericht, en enige tijd later volgde Z.E.O (Zeist en Omstreken). De onderlinge concurrentie was zo hoog, dat men besloot ze samen te voegen tot één club: Saestum. Destijds dacht men abusievelijk dat Zeist vroeger zo had geheten.
In eerste instantie bestond het tenue uit een wit shirt en een zwarte broek. Nadat er een tijdje in het oranje-wit werd gespeeld, werd aan het begin van de Tweede Wereldoorlog het rood-witte tenue ingesteld waarin nu nog steeds wordt gespeeld.
Naast de kleuren werd ook vaak van thuisbasis gewisseld. Vanaf de oprichting in 1926 tot heden is er gespeeld op vijf locaties, sinds 1979 speelt Saestum op het sportterrein aan de Noordweg.

## Standaardelftal
Het standaardelftal speelde in het seizoen 2021/22 in de Derde klasse van het KNVB-district West-I.

### Competitieresultaten 1941–2020
| 5 4J |

| 6 4M |

| 8 4L |

| 7 4L |

|  |

| 5 4M |

| 7 4K |

| 10 4J |

| 7 4L |

| 7 4L |

| 10 4I |

| 12 4H |

|  |

|  |

|  |

|  |

| 7 4H |

| 8 4G |

| 2 4H |

| 5 4G |

| 1 4H |

| 7 3D |

| 3 3D |

| 7 3D |

| 5 3D |

| 3 3D |

| 11 3D |

| 5 4G |

| 8 4H |

| 2 4H |

| 1 4H |

| 4 3D |

| 1 3D |

| 7 2B |

| 11 2B |

| 8 3D |

| 7 3D |

| 11 3D |

| 12 4G |

|  |

|  |

|  |

| 3 4H |

| 1 4H |

| 6 3D |

| 2 3D |

| 8 2B |

| 11 2B |

| 8 3D |

| 11 3D |

| 11 4H |

| 12 4H |

|  |

| 11 4G |

| 8 4G |

| 9 4G |

| 12 4G |

|  |

|  |

| 10 5B |

| 8 5B |

| 6 5H |

| 9 5H |

| 2 5H |

| 2 5H |

| 11 4H |

| 5 5H |

| 2 5H |

| 8 5H |

| 7 5H |

| 5 4F |

| 2 4G |

| 13 3D |

| 3 4G |

| 9 3D |

| 3 3D |

| 9 3D |

| 3 3D |

| 5 3D |

| -- 3D |

| Tweede klasse | Derde klasse | Vierde klasse | Vijfde klasse |

In elke staaf van de grafiek staat van boven naar beneden vermeld: 
- Eindnotering

Dit is de positie die de club heeft bereikt in de competitie, zonder eventuele beslissings-, play-off- of nacompetitiewedstrijden die nodig zijn geweest om bijvoorbeeld de kampioen van de competitie te bepalen.
Indien een * achter het getal staat is de notering een tussenstand en kan het zijn dat de notering niet overeenkomt met de uiteindelijke eindstand van de competitie.
Staat er een - dan is het seizoen nog bezig en is er geen definitieve uitslag bekend.
Staat er xx op de positie van de notering, dan heeft de club vroegtijdig de competitie verlaten. Dit kan onder andere komen door terugtrekking van het team, faillissement van de club of door een uitgedeelde straf van de KNVB. In veel gevallen staat elders in het artikel de reden vermeld.
Staat er een ? dan is het resultaat uit het verleden onbekend, en is alleen de competitie of het niveau bekend van dat seizoen.
In de seizoenen 2019/20 en 2020/21 werd wegens de coronacrisis het amateurvoetbal afgebroken. Daardoor kennen deze staven geen eindklassering (middels -- weergegeven).
- Competitieniveau en afdelingsletter of Officiële eindstand Eredivisie
  - Competitieniveau en afdelingsletter

Hierbij geeft het getal het niveau weer, dat ook terug te vinden is in de legenda. De letter is de afdelingsaanduiding en wordt gebruikt wanneer er meer afdelingen zijn op hetzelfde niveau. De afdelingsletter is altijd een hoofdletter en wordt meestal zonder nummer gebruikt.
Voorbeeld: 2F is niveau 2e klasse competitie F.
Het competitieniveau en nummer wordt niet vermeld wanneer er slechts één competitie van dit niveau was.
  - Officiële eindstand Eredivisie (getal staat tussen haakjes vermeld)

Sinds de introductie van play-offwedstrijden voor Europees voetbal na afloop van de reguliere competitie in 2005/06, is de KNVB verplicht een eindstand van de Eredivisie door te geven aan de UEFA aan de hand van deze play-offwedstrijden.
Bij deze eindstand staan clubs die zich hebben gekwalificeerd voor Europees voetbal hoger dan clubs die zich niet wisten te kwalificeren. Indien er geen verschil was tussen de eindnotering en de officiële eindstand, staat dit getal niet vermeld.

- Onderafdeling

Hier staat afgekort de naam van de onderafdeling indien de club in dat jaar in een onderafdeling uitkwam. Tevens staat deze afkorting in de legenda en wordt gelinkt naar het artikel over deze onderafdeling. Deze afkorting wordt alleen vermeld wanneer de club in het verleden in verschillende onderafdelingen heeft gespeeld. Deze vermelding is in de staaf altijd in kleine letters. Deze onderafdelingen zijn na het seizoen 1995/96 afgeschaft. Heeft de club in slechts één onderafdeling gespeeld, dan is dit alleen terug te vinden in de legenda.
Onder de staaf staat het jaartal vermeld waarin het seizoen is afgesloten. 15 verwijst naar het seizoen 2014/15 of eventueel het seizoen 1914/15.
Wanneer een staaf leeg is, zijn deze gegevens niet bekend. Het kan ook zijn dat de club dat seizoen niet heeft meegespeeld op het hogere amateurniveau, vroegtijdig de competitie heeft verlaten of uit de competitie is gezet.

In het seizoen 1944/45 was er wegens de Tweede Wereldoorlog geen regulier competitievoetbal.

## Vrouwen
Het eerste vrouwenvoetbalelftal speelt in het seizoen 2021/22 in de Topklasse en tweede team in de landelijke Hoofdklasse zaterdag.
De vrouwenafdeling van Saestum kende haar grootste successen eind jaren negentig en begin 21e eeuw. Zo werd ze vijf seizoenen op rij landskampioen bij de vrouwen, won ze een aantal keren de beker, en speelde ze enkele seizoenen Europees voetbal. Door de jaren heen zijn er veel bekende speelsters via Saestum doorgebroken in het betaalde voetbal en in het Nederlands vrouwenvoetbalelftal, bijvoorbeeld Anouk Hoogendijk, Angela Christ, Shanice van de Sanden, Sari van Veenendaal en Annemieke Kiesel-Griffioen. Sinds de invoering van betaald vrouwenvoetbal in Nederland (2007) had Saestum een aantal jaren een samenwerkingsverband met de vrouwenafdeling van FC Utrecht, waar op dat moment een aantal oud Saestum speelsters speelden. Toen de vrouwenafdeling van FC Utrecht werd opgeheven, stopte automatisch ook de samenwerking.

### Erelijst
Landskampioen: 1996, 1997, 1998, 1999, 2000, 2002, 2005, 2006
kampioen Topklasse: 2015, 2018, 2022
kampioen Hoofdklasse: 2008
winnaar KNVB Beker: 1997, 1998, 2004, 2009
winnaar Supercup: 2005, 2006

### Competitieresultaten 1995-2022
| 5 |

| 1 |

| 1 |

| 1 |

| 1 |

| 1 |

| 2 |

| 1 |

| 2 |

| 3 |

| 1 |

| 1 |

| 2 |

| 1 |

| 2 |

| 2 |

| 5 |

| 2 |

| 2 |

| 10 |

| 1 |

| 5 |

| 4 |

| 1 |

| 2 |

| -- |

| -- |

| 1 |

| Hoofdklasse (niveau 1) | Hoofdklasse (niveau 2) | Topklasse (niveau 2) |

### In Europa
- 1Q = Eerste kwalificatieronde
- Groepsfase
- 1/8 = 1/8e finale
- PUC = punten UEFA-coëfficiënten

| Seizoen | Competitie       | Ronde      | Land                 | Club                   | Totaalscore | 1e W    | 2e W    | PUC |
| ------- | ---------------- | ---------- | -------------------- | ---------------------- | ----------- | ------- | ------- | --- |
| 2002/03 | UEFA Women's Cup | Groepsfase | Vlag van Noorwegen   | Trondheims-Ørn SK      | 0–2         | 0–2 (U) |         | 4.0 |
|         |                  | Groepsfase | Vlag van Roemenië    | FC Regal Boekarest     | 2–0         | 2–0 (T) |         | 4.0 |
|         |                  | Groepsfase | Vlag van Griekenland | PAOK Saloniki          | 8–1         | 8–1 (T) |         | 4.0 |
| 2003/04 | UEFA Women's Cup | 1Q         | Vlag van België      | KFC Rapide Wezemaal    | 2–1         | 2–1 (T) |         | 4.5 |
|         |                  | 1Q         | Vlag van Schotland   | Glasgow City LFC       | 7–0         | 7–0 (T) |         | 4.5 |
|         |                  | 1Q         | Vlag van Spanje      | Athletic Bilbao        | 1–1         | 1–1 (T) |         | 4.5 |
|         |                  | Groepsfase | Vlag van Frankrijk   | Montpellier HSC        | 1–2         | 1–2 (U) |         | 4.5 |
|         |                  | Groepsfase | Vlag van Duitsland   | 1. FFC Turbine Potsdam | 0–2         | 0–2 (U) |         | 4.5 |
|         |                  | Groepsfase | Vlag van Oostenrijk  | SV Neulengbach         | 4–3         | 4–3 (T) |         | 4.5 |
| 2006/07 | UEFA Women's Cup | 1Q         | Vlag van Kroatië     | ZNK Maksimir           | 7–0         | 7–0 (T) |         | 9.0 |
|         |                  | 1Q         | Vlag van Ierland     | Dundalk FC             | 6–1         | 6–1 (T) |         | 9.0 |
|         |                  | 1Q         | Vlag van Wales       | Cardiff City FC        | 2–0         | 2–0 (T) |         | 9.0 |
|         |                  | Groepsfase | Vlag van Tsjechië    | AC Sparta Praag        | 3–1         | 3–1 (T) |         | 9.0 |
|         |                  | Groepsfase | Vlag van Duitsland   | 1. FFC Turbine Potsdam | 2–2         | 2–2 (U) |         | 9.0 |
|         |                  | Groepsfase | Vlag van België      | KFC Rapide Wezemaal    | 2–0         | 2–0 (T) |         | 9.0 |
|         |                  | 1/4        | Vlag van Zweden      | Umeå IK                | 3–11        | 1–6 (T) | 2–5 (U) | 9.0 |

Totaal aantal punten voor UEFA-coëfficiënten: 17.5
- Zie ook: Deelnemers UEFA toernooien Nederland#Vrouwen

### Eredivisie
Begin 2007 werd bekendgemaakt dat er vanaf het voetbalseizoen 2007-2008 ook een Eredivisie voor vrouwen zou zijn, bestaande uit ADO Den Haag, AZ Alkmaar, sc Heerenveen, FC Twente, FC Utrecht en Willem II. Om voor een goede doorstroom van talenten te zorgen werd elke club gekoppeld aan een club uit de hoofdklasse voor vrouwen. Saestum ging een verbond aan met FC Utrecht.

### Bekende (oud-)speelsters
- Nadia van Beerschoten (jeugd)
- Rowena Blankestijn (jeugd)
- Janneke Bijl (2002—2007)
- Marije Brummel (2004–2006)
- Angela Christ (2004–2007)
- Nangila van Eyck (–2007)
- Tami Groenendijk (jeugd)
- Anouk Hoogendijk (2004–2007)
- Annemieke Kiesel-Griffioen (1994–2004)
- Puck Louwes (2020–2022)
- Liesbeth Migchelsen (–2000)
- Vera Pauw (–1998)
- Shanice van de Sanden (2008)
- Anniek Smulders (jeugd)
- Sandra van Tol (2001–2007)
- Lisanne Vermeulen (2002–2007)
- Amber Visscher (jeugd, 2019–2023)
- Dominique Vugts (2006–2007)

### Bekende (oud-)trainers
- Janneke Bijl (2017-2020)

SV Austerlitz · DOSC · VV FZO · VV Jonathan · ZSC Patria · SV Saestum · SV Zeist